# Бірча (гміна, Добромильський повіт)
Гміна Бірча (пол. Gmina Bircza) — колишня (1934—1939 рр.) сільська гміна Добромильського повіту Львівського воєводства Польської республіки (1918—1939) рр. Центром ґміни було село Бірча.
1 серпня 1934 р. було створено гміну Бірча в Добромильському повіті. До неї увійшли сільські громади: Бірча, Стара Бірча, Боґушувка, Бжежава, Бруска, Добжанка, Гута Бруска, Ясєніца Суфчиньска, Коженєц, Крайна, Ліпа, Лещава Дольна, Лодзінка Ґурна, Ломна, Малява, Нова Вєсь, Рудавка ад Бірча, Суфчина і Воля Коженєцка. 
1 квітня 1939 р. села Брижава і Липа передані з гміни Бірча до гміни Жогатин.
У середині вересня 1939 року німці окупували територію гміни, однак уже 26 вересня 1939 року мусіли відступити, оскільки за пактом Ріббентропа-Молотова вона належала до радянської зони впливу. За кілька місяців територія ввійшла до Бірчанського району Дрогобицької області. Наприкінці червня 1941, з початком Радянсько-німецької війни, територія знову була окупована німцями. З 3 листопада 1941 року до липня 1944 року територіальна одиниця функціонувала як Landgemeinde Bircza у складі повіту Перемишль. В серпні 1944 року радянські війська знову оволоділи цією територією. В березні 1945 року територія віддана Польщі. Основна маса місцевого українського населення була насильно переселена в СРСР в 1944-1946 р., решта під час операції «Вісла» в 1947 р. депортована на понімецькі землі.